# Campeonato Sergipano de Futebol de 2015 - Série A2
O Campeonato Sergipano da Série A2 de 2015 será a 26ª edição do torneio e corresponde à segunda divisão do futebol do estado de Sergipe em 2015.
Segundo a mídia desportiva local, em continuidade desde 2011, o evento tende a ser um dos mais competitivos dos últimos tempos. Como resposta ao planejamento compactuado com o projeto de angariamento do futebol local, sua organização e reconhecimento estão em ascensão não só no cenário regional, como também ganhando visibilidade nacional.
Participaram do campeonato este ano onze clubes o maior número desde 2013, são eles: os dois times tradicionais da cidade de Propriá, o América de Propriá e o Propriá; o Aracaju da capital Aracaju; Canindé, Guarany-SE ambos do Alto Sertão; Dorense e Força Jovem Aquidabã do Médio Sertão; Maruinense da cidade de Maruim e do Centro-Sul do estado irão participar Sete de Junho de Tobias Barreto, Olímpico da cidade de Itabaianinha e Independente da cidade de Simão Dias.
O acesso só foi definido no dia 14 de novembro. Em Itabaianinha, o Guarany confirmou o retorno à Série A1, após ganhar o primeiro jogo por 1–0 em casa e empatar por 1–1 com o Olímpico. Na mesma fase, o Dorense conquistou seu acesso para a Série A1 após 10 anos, com dois empates na semifinal primeiro em Tobias Barreto por 0–0 e 1–1 jogando em Nossa Senhora das Dores a vaga foi disputada nos pênalti e o Colorado do Sertão venceu por 8–7 diante o Sete de Junho.
A edição de 2015 foi decidido nos pênaltis, no primeiro jogo o Guarany-SE venceu o Dorense por 1–0 e no segundo jogo o Colorado venceu também por 1–0, assim com os placares agregados empatados em 1–1 o título foi decidido nos pênaltis onde o Dorense venceu por 4–2 sagrando-se campeão, o Guarany foi a equipe vice-campeã.

## Previsões do Campeonato
Depois de a competição tomar as maiores proporções da sua história nos anos de 2011 e 2012, de ter uma baixa no ano de 2013 e de ter mostrado uma grande competitividade em 2014 a segunda divisão estadual de 2015 pretender ter bem acirrada. Isso porque a edição de 2014 contou com a participação 4 clubes brigando pelo acesso até a última rodada. Por meio de planejamento antecipado Dorense, Guarany e Olímpico entram como favorito ao acesso do Sergipano A1 de 2016, correm por fora Sete de Junho e Maruinense.
Com as novas medidas tomada pela Federação Sergipana de Futebol de profissionalizar cada vez mais o futebol de Sergipe, muitos clubes tradicionais do estado desistiram de participar do último certame devido à falta de refletores e condições dos seus estádios de futebol, rebaixado da elite em 2014 só o Canindé demonstrou interesse na vaga da edição deste ano. Enquanto isso, América de Propriá, Aracaju, Força Jovem Aquidabã, Cotinguiba, Dorense, Guarany-SE, Independente, Maruinense, Neópolis, Pirambu, Propriá e Sete de Junho sinalizaram interesse no certame de 2015, mas, como muitos clubes da Série A2, estão esbarrando nas exigências dos refletores o número de participantes poderá diminuir; outros clubes também estavam com o mesmo problema: como por exemplo o Laranjeiras, o Rio Branco foi sondado e poderá voltar ao futebol profissional em 2015.
Participantes da Série A2 de 2015
Onze clubes fizeram a inscrição na Série A2 do Campeonato Sergipano desse ano. Foram América de Propriá, Força Jovem Aquidabã, Aracaju ,Canindé, Cotinguiba que logo desistiu da competição, Dorense, Guarany, Independente, Maruinense, Olímpico, Propriá e Sete de Junho confirmaram o pedido. Entretanto, a FSF liberou jogos as 15:00 para que todos os clubes pudessem participar da competição em estádio que não possuem refletores.
O presidente da Federação Sergipana de Futebol, Carivaldo de Souza, confirmou a liberação das praças esportivas sem iluminação. Hoje, os estádios que não atendem a exigência são: Durval Feitosa em Propriá; Souzão, em Itabaianinha; e Manoel Porto, em Aquidabã. Já o Estádio Caio Feitosa, em Porto da Folha, apesar de não contar com refletores, não impediria o Guarany de entrar na disputa. Isso porque o Alviverde tem que cumprir a perda de alguns no seu estádio e jogaria no Estádio Andrezão, em Canindé.

## Homenagem a Alceu Monteiro

### Troféu Alceu Monteiro
Depois do passamento do cronista esportivo Alceu Monteiro, que atuou em todas as rádios AM da capital sergipana, atuando além-fronteiras no estado pernambucano, a Federação Sergipana de Futebol, em espécie de homenagem póstuma garantiu que o troféu da competição vai levar o nome do ‘professor de bola’, como era conhecido o radialista, professor e bancário.

## Formato

### Regulamento
Primeira Fase
As doze equipes foram distribuídas em três grupos regionalizados com quatro times cada. As equipes de cada grupo disputarão jogos de ida e volta entre si e se classificam para a segunda fase (quartas de final) os dois melhores times de cada grupo e os dois melhores terceiros colocados, totalizando oito times na segunda fase.
Fase Final
A fase final ira ser dividade em quartas de finais, semifinais e final respectivamente. Campeão e vice garantem o acesso à Série A1 de 2016.
A Associação vencedora do confronto Final da Fase Final será declarada Campeã do Campeonato Sergipano de Futebol Profissional da Série A21 de 2015 e será a primeira representante Série A1 de 2016.
A Associação que ficar na segunda posição do confronto Final da Fase Final será declarada Vice-Campeã do Campeonato Sergipano de Futebol Profissional da Série A-2 de 2015 e será a segunda representante Série A1 de 2016.

### Critério de desempate
Os critérios de desempate serão aplicados na seguinte ordem:
1. Maior número de vitórias
2. Maior saldo de gols
3. Maior número de gols pró (marcados)
4. Maior número de gols contra (sofridos)
5. Confronto direto
6. Sorteio

## Equipes participantes
[cot] ^ : O Cotinguiba desistiu da competição, pedindo afastamento por tempo indeterminado.

## Primeira Fase
|  | Equipes classificadas às quartas de final                   |
|  | Equipes classificadas como melhores terceiros classificados |
|  | Equipes eliminadas                                          |

### Primeira Rodada
| 12 de setembro | Cotinguiba | 0 – 3 | Independente |  |
| 15:00          |            |       |              |  |

| 12 de setembro | Sete de Junho | 1 – 1          | Olímpico       | Brejeirão, Tobias Barreto                       |
| 17:00          | Cleriston 56' | Borderô Súmula | 54' Glauberson | Público: 191 pagantes Árbitro: SE Marcos Santos |

|}

### Segunda Rodada
| 20 de setembro | Independente | 0 – 2          | Sete de Junho             | Albano Franco, Simão Dias                              |
| 15:00          |              | Borderô Súmula | 27' Marison · 61' Matheus | Público: 40 pagantes Árbitro: SE Wilson da Silva Nunes |

| 20 de setembro | Olímpico | 3 – 0 | Cotinguiba |  |
| 15:00          |          |       |            |  |

|}

### Terceira Rodada
| 26 de setembro | Cotinguiba | 0 – 3 | Sete de Junho |  |
| 15:00          |            |       |               |  |

| 27 de setembro | Olímpico                                                          | 6 – 2          | Independente  | Souzão, Itabaianinha                                          |
| 15:00          | Glauberson 25' · Francisco 58' · Renato 66' 74' · Robério 67' 77' | Borderô Súmula | 55' 68' Devid | Público: 163 pagantes Árbitro: SE Alexsandro Braga dos Santos |

|}

### Quarta Rodada
| 3 de outubro | Sete de Junho | 3 – 0 | Cotinguiba |  |
| 17:00        |               |       |            |  |

| 4 de outubro | Independente | 0 – 3          | Olímpico                                   | Albano Franco, Simão Dias                                |
| 15:00        |              | Borderô Súmula | 10' Glauberson · 43' Roberto · 71' Eduardo | Público: 20 pagantes Árbitro: SE Marcelo Soares da Silva |

|}

### Quinta Rodada
| 10 de outubro | Cotinguiba | 0 – 3 | Olímpico |  |
| 15:00         |            |       |          |  |

| 10 de outubro | Sete de Junho                | 2 – 1          | Independente | Brejeirão, Tobias Barreto                                      |
| 17:00         | Luiz Paulo 60' · Maryson 72' | Borderô Súmula | 55' Tiago    | Público: 42 pagantes Árbitro: SE José Umberto de Farias Júnior |

|}

### Sexta Rodada
| 18 de outubro | Independente | 3 – 0 | Cotinguiba | Albano Franco, Simão Dias |
| 15:00         |              |       |            |                           |

| 18 de outubro | Olímpico   | 1 – 1          | Sete de Junho | Souzão, Itabaianinha                                      |
| 15:00         | Alyson 54' | Borderô Súmula | 23' Adilson   | Público: 188 pagantes Árbitro: SE Carlos André Lino Souza |

|}

### Primeira Rodada
| 23 de setembro | Maruinense  | 1 – 0          | Força Jovem Aquidabã | Vavazão, Maruim                                        |
| 15:00          | Glauber 72' | Borderô Súmula |                      | Público: 53 pagantes Árbitro: SE Jideone Mendonça Lima |

| 12 de setembro | Dorense                                     | 4 – 0          | Aracaju | Ariston Azevedo, Nossa Senhora das Dores                  |
| 16:00          | Valdson 4' 38' · Fábio Jr. 88' · Danilo 89' | Borderô Súmula |         | Público: 256 pagantes Árbitro: SE Marcelo Soares da Silva |

|}

### Segunda Rodada
| 19 de setembro | Força Jovem Aquidabã | 0 – 2          | Dorense                      | Manecão, Aquidabã                                        |
| 15:00          |                      | Borderô Súmula | 61' Paulo César · 81' Danilo | Público: 180 pagantes Árbitro: SE Claudio de Jesus Rocha |

| 20 de setembro | Aracaju                                           | 4 – 3          | Maruinense                  | Wellington Elias, Nossa Senhora do Socorro               |
| 15:00          | Bruno 5' · Givaldo 29' · Sergio 36' · Leilson 79' | Borderô Súmula | 16' 20' Cassio · 68' Jandyr | Público: 27 pagantes Árbitro: SE Carlos André Lino Souza |

|}

### Terceira Rodada
| 26 de setembro | Força Jovem Aquidabã | 3 – 1          | Aracaju     | Manecão, Aquidabã                                             |
| 15:00          | Jailton 38' 60' 78'  | Borderô Súmula | 57' Givaldo | Público: 53 pagantes Árbitro: SE Rodrigo Matos Santos Pereira |

| 26 de setembro | Dorense    | 1 – 0          | Maruinense | Ariston Azevedo, Nossa Senhora das Dores           |
| 15:30          | Danilo 35' | Borderô Súmula |            | Público: 302 pagantes Árbitro: SE Wendell Oliveira |

|}

### Quarta Rodada
| 3 de outubro | Maruinense | 0 – 1          | Dorense  | Vavazão, Maruim                                                   |
| 15:00        |            | Borderô Súmula | 31' Gegê | Público: 149 pagantes Árbitro: SE Demostekles Vasco Silva Pereira |

| 4 de outubro | Aracaju                    | 2 – 1          | Força Jovem Aquidabã | Wellington Elias, Nossa Senhora do Socorro                 |
| 15:00        | Fernando 15' · Rodrigo 23' | Borderô Súmula | 32' Jailton          | Público: 6 pagantes Árbitro: SE George Oliveira dos Santos |

|}

### Quinta Rodada
| 10 de outubro | Maruinense                                    | 4 – 1          | Aracaju     | Vavazão, Maruim                                   |
| 15:30         | Robson Saci 17' · Jandyr 33' · Marcel 67' 75' | Borderô Súmula | 2' Fernando | Público: 13 pagantes Árbitro: SE Wendell Oliveira |

| 10 de outubro | Dorense                                                    | 6 – 2          | Força Jovem Aquidabã    | Ariston Azevedo, Nossa Senhora das Dores                       |
| 16:00         | Adagilton 3' 38' · Danilo 8' 24' · Valdson 58' · Jorge 86' | Borderô Súmula | 74'Hudson · 78' Jeveson | Público: 246 pagantes Árbitro: SE Claudionor dos Santos Junior |

|}

### Sexta Rodada
| 18 de outubro | Aracaju | 0 – 0          | Dorense | Wellington Elias, Nossa Senhora do Socorro                  |
| 15:00         |         | Borderô Súmula |         | Público: 20 pagantes Árbitro: SE George Oliveira dos Santos |

| 18 de outubro | Força Jovem Aquidabã | 0 – 0          | Maruinense | Manecão, Aquidabã                                      |
| 15:00         |                      | Borderô Súmula |            | Público: 28 pagantes Árbitro: SE Wilson da Silva Nunes |

|}

### Primeira Rodada
| 12 de setembro | América-SE                            | 3 – 2          | Propriá                   | Durval Feitosa, Propriá                               |
| 15:00          | Danilo 2' · Mateus 27' · Judicael 35' | Borderô Súmula | 52' Isaias · 63' Jonathan | Público: 372 pagantes Árbitro: SE Wendell de Oliveira |

| 12 de setembro | Canindé | 0 – 4          | Guarany-SE                                    | André Avelino, Canindé de São Francisco                      |
| 15:00          |         | Borderô Súmula | 4' 64' Edimar · 29' Eliomar · 90+4' Gerinaldo | Público: 279 pagantes Árbitro: SE Wicleanche Vieira de Souza |

|}

### Segunda Rodada
| 19 de setembro | Propriá | 0 – 2          | Canindé                 | Durval Feitosa, Propriá                                         |
| 15:00          |         | Borderô Súmula | 81' Cristian · 90' Jean | Público: 119 pagantes Árbitro: SE José Umberto de Farias Júnior |

| 19 de setembro | Guarany-SE | 0 – 1          | América-SE   | Caio Feitosa, Porto da Folha                                           |
| 15:00          |            | Borderô Súmula | 17' Kemerson | Público: 574 pagantes Árbitro: SE Fabio Roberto Matos Souza dos Santos |

|}

### Terceira Rodada
| 24 de setembro | Propriá | 0 – 1          | Guarany-SE  | Durval Feitosa, Propriá                                  |
| 15:00          |         | Borderô Súmula | 76' Eliomar | Público: 70 pagantes Árbitro: SE Izail Torres de Santana |

| 27 de setembro | Canindé | 0 – 0          | América-SE | André Avelino, Canindé de São Francisco                    |
| 15:00          |         | Borderô Súmula |            | Público: 77 pagantes Árbitro: SE Mauricio Tavares de Moura |

|}

### Quarta Rodada
| 1 de outubro | Guarany-SE | 1 – 0          | Propriá | Caio Feitosa, Porto da Folha                    |
| 15:00        | André 21'  | Borderô Súmula |         | Público: 307 pagantes Árbitro: SE Marcos Santos |

| 3 de outubro | América-SE | 1 – 1          | Canindé    | Durval Feitosa, Propriá                                      |
| 15:00        | Albert 79' | Borderô Súmula | 90+3' Jean | Público: 81 pagantes Árbitro: SE Wilcleanche Vieira de Souza |

|}

### Quinta Rodada
| 10 de outubro | América-SE | 0 – 1          | Guarany-SE | Durval Feitosa, Propriá                                   |
| 15:00         |            | Borderô Súmula | 66' André  | Público: 38 pagantes Árbitro: SE Eduardo de Santana Nunes |

| 10 de outubro | Canindé             | 2 – 0          | Propriá | André Avelino, Canindé de São Francisco          |
| 15:00         | Jean Cássio 41' 86' | Borderô Súmula |         | Público: 103 pagantes Árbitro: SE Michel Freitas |

|}

### Sexta Rodada
| 18 de outubro | Guarany-SE                     | 4 – 1          | Canindé | Caio Feitosa, Porto da Folha                                |
| 15:00         | André 8' 29' · Ricardo 25' 72' | Borderô Súmula | 2' Jean | Público: 237 pagantes Árbitro: SE Maurício Tavares de Moura |

| 18 de outubro | Propriá | 0 – 2          | América-SE                 | Durval Feitosa, Propriá                                   |
| 15:00         |         | Borderô Súmula | 39' Osvaldo · 55' Raudinei | Público: 108 pagantes Árbitro: SE Isail Torres de Santana |

|}

## Desempenho por rodada
| Grupo | 1       | 2        | 3        | 4        | 5        | 6        |          |
| A     | IND     | OLÍMPICO | OLÍMPICO | OLÍMPICO | OLÍMPICO | OLÍMPICO | OLÍMPICO |
| B     | DORENSE | DORENSE  | DORENSE  | DORENSE  | DORENSE  | DORENSE  |          |
| C     | GUA     | AMÉRICA  | AMÉRICA  | GUARANY  | GUARANY  | GUARANY  |          |

| Grupo | 1          | 2          | 3          | 4          | 5          | 6          |
| A     | COTINGUIBA | COTINGUIBA | COTINGUIBA | COTINGUIBA | COTINGUIBA | COTINGUIBA |
| B     | AQUIDABÃ   | AQUIDABÃ   | ARA        | MAR        | AQUIDABÃ   | AQUIDABÃ   |
| C     | CAN        | PROPRIÁ    | PROPRIÁ    | PROPRIÁ    | PROPRIÁ    | PROPRIÁ    |

### Índice técnico
| Clube        | Pts | J | V | E | D | GP | GC | SG | Grupo   |
| ------------ | --- | - | - | - | - | -- | -- | -- | ------- |
| Canindé      | 8   | 6 | 2 | 2 | 2 | 6  | 9  | -3 | Grupo C |
| Aracaju      | 7   | 6 | 2 | 1 | 3 | 8  | 15 | -7 | Grupo B |
| Independente | 6   | 6 | 2 | 0 | 4 | 11 | 13 | -2 | Grupo A |

## Classificação para a fase final
Na fase final, os confrontos foram definidos através das campanhas dos times. Para os confrontos das quartas de final, os 8 clubes classificados seram divididos em dois blocos: no Bloco I ficaram as equipes classificadas em primeiro lugar e no Bloco II, as equipes classificadas em segundo lugar. Dessa forma, o time de melhor campanha entre os primeiros colocados enfrenta o time de pior campanha entre os segundos ou terceiros colocados; o de segunda melhor campanha enfrenta o de segunda pior campanha, e assim sucessivamente. Na sequência do torneio, a soma das campanhas nas fases anteriores define os confrontos, repetindo o formato e colocando frente a frente o time classificado de melhor pontuação geral contra a equipe classificada de pior campanha geral, e assim sucessivamente.
Tabela de classificação após a primeira fase
| Bloco I | Bloco I              | Bloco I | Bloco I | Bloco I | Bloco I | Bloco I | Bloco I | Bloco I | Bloco I |
| Pos.    | Primeiros dos grupos | Pts     | J       | V       | E       | D       | GP      | GC      | SG      |
| ------- | -------------------- | ------- | ------- | ------- | ------- | ------- | ------- | ------- | ------- |
| 1       | Dorense              | 16      | 6       | 5       | 1       | 0       | 14      | 2       | 12      |
| 2       | Guarany-SE           | 15      | 6       | 5       | 0       | 1       | 11      | 2       | 9       |
| 3       | Olímpico             | 14      | 6       | 4       | 2       | 0       | 17      | 4       | 13      |
| 4       | Sete de Junho        | 14      | 6       | 4       | 2       | 0       | 12      | 3       | 9       |

| Bloco II | Bloco II            | Bloco II | Bloco II | Bloco II | Bloco II | Bloco II | Bloco II | Bloco II | Bloco II |
| Pos.     | Segundos dos grupos | Pts      | J        | V        | E        | D        | GP       | GC       | SG       |
| -------- | ------------------- | -------- | -------- | -------- | -------- | -------- | -------- | -------- | -------- |
| 1        | América-SE          | 11       | 6        | 3        | 2        | 1        | 9        | 5        | 4        |
| 2        | Maruinense          | 7        | 6        | 2        | 1        | 3        | 8        | 7        | 1        |
| 3        | Canindé             | 8        | 6        | 2        | 2        | 2        | 6        | 9        | -3       |
| 4        | Aracaju             | 7        | 6        | 2        | 1        | 3        | 8        | 15       | -7       |

Tabela de classificação após as quartas de final bloco (III) e após as semifinais bloco (IV)
| Bloco III | Bloco III     | Bloco III | Bloco III | Bloco III | Bloco III | Bloco III | Bloco III | Bloco III | Bloco III |
| Pos.      | Equipes       | Pts       | J         | V         | E         | D         | GP        | GC        | SG        |
| --------- | ------------- | --------- | --------- | --------- | --------- | --------- | --------- | --------- | --------- |
| 1         | Dorense       | 22        | 8         | 7         | 1         | 0         | 16        | 2         | 14        |
| 2         | Olímpico      | 20        | 8         | 6         | 2         | 0         | 19        | 4         | 15        |
| 3         | Guarany-SE    | 19        | 8         | 6         | 1         | 1         | 13        | 3         | 10        |
| 4         | Sete de Junho | 16        | 8         | 4         | 4         | 0         | 13        | 4         | 9         |

| Bloco IV | Bloco IV   | Bloco IV | Bloco IV | Bloco IV | Bloco IV | Bloco IV | Bloco IV | Bloco IV | Bloco IV |
| Pos.     | Equipes    | Pts      | J        | V        | E        | D        | GP       | GC       | SG       |
| -------- | ---------- | -------- | -------- | -------- | -------- | -------- | -------- | -------- | -------- |
| 1        | Dorense    | 24       | 10       | 7        | 3        | 0        | 17       | 3        | 14       |
| 2        | Guarany-SE | 23       | 10       | 7        | 2        | 1        | 15       | 4        | 11       |

## Fases finais
Em Itálico os clubes que mandaram o primeiro jogo em casa. Em Negrito os clubes classificados para a próxima fase.
|  | Quartas-de-final | Quartas-de-final | Quartas-de-final | Quartas-de-final |       |               | Semifinais                     | Semifinais                     | Semifinais                     | Semifinais                     |  |         | Final                           | Final                           | Final                           | Final                           |  |  |
|  |                  |                  |                  |                  |       |               | 7 de novembro e 14 de novembro | 7 de novembro e 14 de novembro | 7 de novembro e 14 de novembro | 7 de novembro e 14 de novembro |  |         | 21 de novembro e 28 de novembro | 21 de novembro e 28 de novembro | 21 de novembro e 28 de novembro | 21 de novembro e 28 de novembro |  |  |
|  |                  |                  |                  |                  |       |               |                                |                                |                                |                                |  |         |                                 |                                 |                                 |                                 |  |  |
|  | Aracaju          | 0                | 0                | 0                |       |               |                                |                                |                                |                                |  |         |                                 |                                 |                                 |                                 |  |  |
|  | Dorense          | 1                | 1                | 2                |       |               |                                |                                |                                |                                |  |         |                                 |                                 |                                 |                                 |  |  |
|  | Dorense          | 1                | 1                | 2                |       | Sete de Junho | 0                              | 1                              | 1 (7)                          |                                |  |         |                                 |                                 |                                 |                                 |  |  |
|  |                  |                  |                  |                  |       | Sete de Junho | 0                              | 1                              | 1 (7)                          |                                |  |         |                                 |                                 |                                 |                                 |  |  |
|  |                  | Dorense          | 0                | 1                | 1 (8) |               |                                |                                |                                |                                |  |         |                                 |                                 |                                 |                                 |  |  |
|  | Canindé          | Dorense          | 0                | 1                | 1 (8) | 1             | 0                              | 1                              |                                |                                |  |         |                                 |                                 |                                 |                                 |  |  |
|  | Canindé          |                  |                  |                  |       | 1             | 0                              | 1                              |                                |                                |  |         |                                 |                                 |                                 |                                 |  |  |
|  | Guarany-SE       | 1                | 1                | 2                |       |               |                                |                                |                                |                                |  |         |                                 |                                 |                                 |                                 |  |  |
|  | Guarany-SE       | 1                | 1                | 2                |       |               |                                |                                |                                |                                |  | Dorense | 0                               | 1                               | 1 (4)                           |                                 |  |  |
|  |                  |                  |                  |                  |       |               |                                |                                |                                |                                |  | Dorense | 0                               | 1                               | 1 (4)                           |                                 |  |  |
|  |                  | Guarany-SE       | 1                | 0                | 1 (2) |               |                                |                                |                                |                                |  |         |                                 |                                 |                                 |                                 |  |  |
|  | Maruinense       | Guarany-SE       | 1                | 0                | 1 (2) | 0             | 0                              | 0                              |                                |                                |  |         |                                 |                                 |                                 |                                 |  |  |
|  | Maruinense       |                  |                  |                  |       | 0             | 0                              | 0                              |                                |                                |  |         |                                 |                                 |                                 |                                 |  |  |
|  | Olímpico         | 1                | 1                | 2                |       |               |                                |                                |                                |                                |  |         |                                 |                                 |                                 |                                 |  |  |
|  | Olímpico         | 1                | 1                | 2                |       | Guarany-SE    | 1                              | 1                              | 2                              |                                |  |         |                                 |                                 |                                 |                                 |  |  |
|  |                  |                  |                  |                  |       | Guarany-SE    | 1                              | 1                              | 2                              |                                |  |         |                                 |                                 |                                 |                                 |  |  |
|  |                  | Olímpico         | 0                | 1                | 1     |               |                                |                                |                                |                                |  |         |                                 |                                 |                                 |                                 |  |  |
|  | América-SE       | Olímpico         | 0                | 1                | 1     | 0             | 1                              | 1 (2)                          |                                |                                |  |         |                                 |                                 |                                 |                                 |  |  |
|  | América-SE       |                  |                  |                  |       | 0             | 1                              | 1 (2)                          |                                |                                |  |         |                                 |                                 |                                 |                                 |  |  |
|  | Sete de Junho    | 0                | 1                | 1 (3)            |       |               |                                |                                |                                |                                |  |         |                                 |                                 |                                 |                                 |  |  |

### Jogos de Ida
| 24 de outubro | Canindé  | 1 – 1          | Guarany-SE | André Avelino, Canindé de São Francisco                         |
| 15:00         | Jean 67' | Borderô Súmula | 87' André  | Público: 159 pagantes Árbitro: SE Jose Umberto de Farias Junior |

| 24 de outubro | Maruinense | 0 – 1          | Olímpico    | Vavazão, Maruim                                          |
| 15:30         |            | Borderô Súmula | 75' Eduardo | Público: 91 pagantes Árbitro: SE Marcelo Soares da Silva |

| 24 de outubro | América-SE | 0 – 0          | Sete de Junho | Durval Feitosa, Propriá                                            |
| 15:00         |            | Borderô Súmula |               | Público: 50 pagantes Árbitro: SE Fabio Roberto Matos S. dos Santos |

| 25 de outubro | Aracaju | 0 – 1          | Dorense       | Wellington Elias, Nossa Senhora do Socorro             |
| 15:00         |         | Borderô Súmula | 59' Adagilton | Público: 59 pagantes Árbitro: SE Jideone Mendonça Lima |

|}

### Jogos de Volta
| 31 de outubro | Guarany-SE | 1 – 0          | Canindé | Caio Feitosa, Porto da Folha                              |
| 15:00         | André 83'  | Borderô Súmula |         | Público: 387 pagantes Árbitro: SE Isail Torres de Santana |

| 31 de outubro | Olímpico   | 1 – 0          | Maruinense | Souzão, Itabaianinha                                                   |
| 15:00         | Wesley 81' | Borderô Súmula |            | Público: 271 pagantes Árbitro: SE Fábio Roberto Matos Silva dos Santos |

| 31 de outubro | Dorense         | 1 – 0          | Aracaju | Ariston Azevedo, Nossa Senhora das Dores                    |
| 15:30         | Rafael Vila 70' | Borderô Súmula |         | Público: 436 pagantes Árbitro: SE Mauricio Tavares de Moura |

| 31 de outubro | Sete de Junho | 1 – 1          | América-SE  | Brejeirão, Tobias Barreto                         |
| 16:00         | Igor 17'      | Borderô Súmula | 68' Roberto | Público: 58 pagantes Árbitro: SE Wendell Oliveira |

|  |       | Penalidades |
|  | 3 – 2 |             |

|}

### Jogos de Ida
| 7 de novembro | Sete de Junho | 0 – 0          | Dorense | Brejeirão, Tobias Barreto                                |
| 16:00         |               | Borderô Súmula |         | Público: 60 pagantes Árbitro: SE Isael Torres de Santana |

| 7 de novembro | Guarany-SE   | 1 – 0          | Olímpico | Caio Feitosa, Porto da Folha                              |
| 15:00         | Leonardo 59' | Borderô Súmula |          | Público: 400 pagantes Árbitro: SE Marcelo Soares da Silva |

|}

### Jogos de Volta
| 14 de novembro | Olímpico    | 1 – 1          | Guarany-SE | Souzão, Itabaianinha                                             |
| 15:00          | Roberio 49' | Borderô Súmula | 34' André  | Público: 451 pagantes Árbitro: SE Claudio Francisco Lima e Silva |

| 14 de novembro | Dorense    | 1 – 1          | Sete de Junho | Ariston Azevedo, Nossa Senhora das Dores                   |
| 15:30          | Rafael 53' | Borderô Súmula | 77' Maryson   | Público: 650 pagantes Árbitro: SE Eduardo de Santana Nunes |

|  |       | Penalidades |
|  | 8 – 7 |             |

|}

### Jogos de Ida
| 21 de novembro | Guarany-SE | 1 – 0          | Dorense | Caio Feitosa, Porto da Folha                       |
| 15:00          | Gegê 6'    | Borderô Súmula |         | Público: 632 pagantes Árbitro: SE Wendell Oliveira |

|}

### Jogos de Volta
| 28 de novembro | Dorense    | 1 – 0          | Guarany-SE | Ariston Azevedo, Nossa Senhora das Dores                     |
| 15:00          | Danilo 32' | Borderô Súmula |            | Público: 1 000 pagantes Árbitro: SE Eduardo de Santana Nunes |

|  |       | Penalidades |
|  | 4 – 2 |             |

|}

## Premiação
| Campeonato Sergipano Série A2 de 2015 |
| Sergipe                               |
| ------------------------------------- |
| Dorense Campeão (1º título)           |

## Artilharia
| Gols | Jogador     | Time                 |
| ---- | ----------- | -------------------- |
| 6    | Jean Cassio | Canindé              |
| 5    | André       | Guarany              |
| 5    | Danilo      | Dorense              |
| 4    | Jailton     | Força Jovem Aquidabã |
| 3    | Dagil       | Dorense              |
| 3    | Glauberson  | Olímpico             |
| 3    | Renato      | Olímpico             |

## Maiores públicos
Esses são os cinco maiores públicos do Campeonato: 
| Nº | Público[PP] | Mandante   | Placar      | Visitante     | Estádio         | Data           | Rodada             |
| -- | ----------- | ---------- | ----------- | ------------- | --------------- | -------------- | ------------------ |
| 1  | 1 000       | Dorense    | 1(4) – 0(2) | Guarany-SE    | Ariston Azevedo | 28 de novembro | Final (Volta)      |
| 2  | 650         | Dorense    | 1(8) – 1(7) | Sete de Junho | Ariston Azevedo | 14 de novembro | Semifinais (Volta) |
| 3  | 632         | Guarany-SE | 1 – 0       | Dorense       | Caio Feitosa    | 21 de novembro | Final (Ida)        |
| 4  | 574         | Guarany-SE | 0 – 1       | América-SE    | Caio Feitosa    | 19 de setembro | 2ª Rodada          |
| 5  | 451         | Olímpico   | 1 – 1       | Guarany-SE    | Souzão          | 14 de novembro | Semifinais (Volta) |

### Média de público
A média de público considera apenas os jogos da equipe como mandante.
| Nº | Time                 | Total | Jogos | Média |
| -- | -------------------- | ----- | ----- | ----- |
| 1  | Dorense              | 2.890 | 6     | 481   |
| 2  | Guarany              | 2 537 | 6     | 422   |
| 3  | Olímpico             | 1.073 | 4     | 268   |
| 4  | Canindé              | 618   | 4     | 154   |
| 5  | América de Propriá   | 541   | 4     | 135   |
| 6  | Propriá              | 297   | 3     | 99    |
| 7  | Sete de Junho        | 351   | 4     | 87    |
| 8  | Força Jovem Aquidabã | 261   | 3     | 87    |
| 9  | Maruinense           | 306   | 4     | 76    |
| 10 | Independente         | 60    | 2     | 30    |
| 11 | Aracaju              | 112   | 4     | 28    |
| —  | Série A2 de 2015     | 9 046 | 44    | 205   |

| Maior média de público do Sergipano Série A2 2015 |
| Sergipe                                           |
| ------------------------------------------------- |
| Dorense                                           |

- i. ^ Considera-se apenas o público pagante

## Mudança de Técnicos
| Clube                | Antecessor     | Motivo   | Data           | Última partida                   | Rod     | Pos        | Sucessor          | Ref.  |
| -------------------- | -------------- | -------- | -------------- | -------------------------------- | ------- | ---------- | ----------------- | ----- |
| Força Jovem Aquidabã | Rony Araújo    | Demitido | 28 de setembro | Força Jovem Aquidabã 3-1 Aracaju | 3ª      | 3º (Gr. B) | Wellington Sukita | [ 4 ] |
| Guarany              | Souza Alagoano | Demitido | 3 de novembro  | Guarany 1-0 Canindé              | Quartas | 3º (Geral) | Vitor Feitosa     | [ 5 ] |

## Premiação
| Série A2 de 2015            |
| Sergipe                     |
| --------------------------- |
| Dorense Campeão (1º título) |

| Vice Campeão:  | Terceiro colocado: | Quarto colocado:  | Artilheiro:     |
| -------------- | ------------------ | ----------------- | --------------- |
| Guarany-SE     | Olímpico           | Sete de Junho     | Brasil          |
| Público total: | Renda total:       | Média de público: | Média de renda: |
| 9 046          | R$ 67.600,00       | 205               | R$ 1.648,78     |

## Promoções e rebaixamentos
| Divisão             | Clubes rebaixados       | Clubes promovidos  |
| ------------------- | ----------------------- | ------------------ |
| Série A1 'Série A2' | Boquinhense Coritiba-SE | Dorense Guarany-SE |